# Rebiha Khebtani
Rebiha Khebtani, née le 7 mai 1926 à Bougie (aujourd'hui Béjaïa, en Algérie) et décédée le 16 janvier 2006 au Plessis-Robinson, est une femme politique française et algérienne.

## Mandats électifs
- Députée de l'Algérie (1958-1962)
- Maire de Sétif